# 科皮亞波火山
27°18′21″S 69°7′51″W / 27.30583°S 69.13083°W

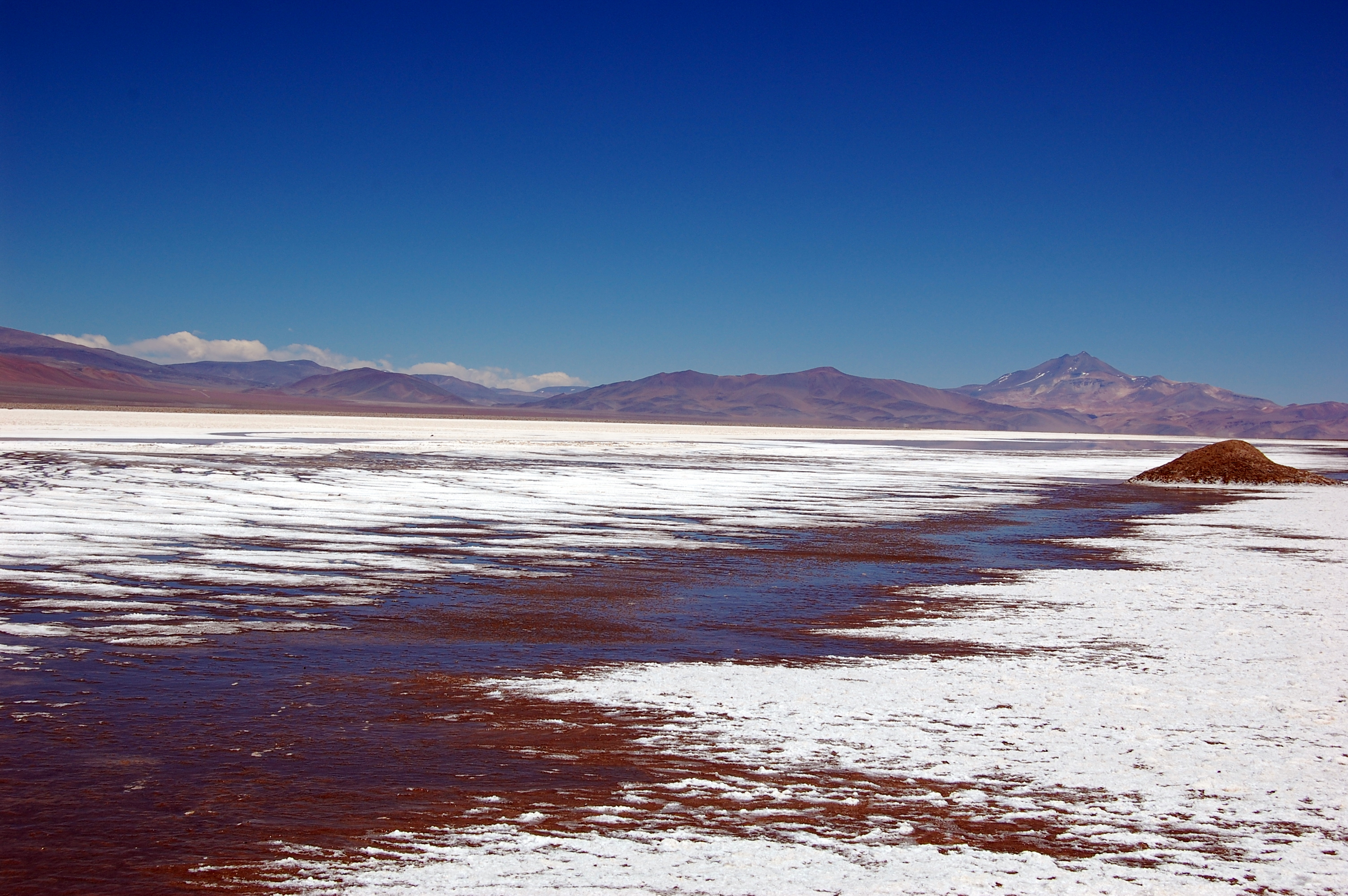

科皮亞波火山（西班牙語：Copiapó），是智利的火山，位於該國北部阿塔卡馬大區，處於奧霍斯-德爾薩拉多山附近，屬於安第斯山脈的一部分，海拔高度6,062米。